# ماكسيم بورجوا
ماكسيم بورجوا (بالفرنسية: Maxime Bourgeois)‏ (مواليد 3 فبراير 1991 في سوسيانبري - فرنسا) لاعب كرة قدم فرنسي يلعب حاليا لصالح نادي الدرجة الأولى أوكسير الفرنسي منذ 2005 في مركز المهاجم . .

## روابط خارجية
- ماكسيم بورجوا على موقع قاعدة بيانات كرة القدم.إي يو (الإنجليزية)
- ماكسيم بورجوا على موقع Soccerway.com (الإنجليزية)
- ماكسيم بورجوا على موقع عالم كرة القدم.نت (الإنجليزية)
- ماكسيم بورجوا على موقع GSA (الإنجليزية)